# Hoffmannseggia doelli
Hoffmannseggia doelli är en ärtväxtart som beskrevs av Rodolfo Amando Philippi. Hoffmannseggia doelli ingår i släktet Hoffmannseggia och familjen ärtväxter.

## Underarter
Arten delas in i följande underarter:
- H. d. argentina
- H. d. doelli